# Kipshagener Teiche
Bei den Kipshagener Teichen handelt es sich um ein zur Hälfte in Privatbesitz befindliches Naturschutzgebiet bei Schloß Holte-Stukenbrock (Nordrhein-Westfalen). Es hat eine Fläche von etwa 11,25 ha.

## Lage
Die Kipshagener Teiche liegen in der Senne zwischen Stukenbrock und Schloß Holte, etwa 600 m westsüdwestlich des Hofes Kipshagen. Es wird zum Teil von Kiefernforsten und Äckern umgeben. Unmittelbar an der Südgrenze liegen Tennis- und Fußballplätze. Die Westgrenze des Geländes wird durch eine Hochspannungsleitung markiert.

## Geschichte
Wann genau die Teiche in der einstigen Moor- und Heidelandschaft angelegt wurden, konnte bisher nicht ermittelt werden. Eine Staukonzession stammt von 1842; doch dürften die Gewässer schon lange vorher bestanden haben. Wie die Preußische Uraufnahme von 1837 zeigt, war im Bereich des  Naturschutzgebietes ursprünglich sogar ein dritter Teich vorhanden. Er lag unterhalb des westlichen Teiches und war etwa genauso groß dieser. Der heutige Erlenbruch war demnach deutlich kleiner. Die westliche Grenze dieses Teiches lag ungefähr dort, wo heute die Hochspannungsleitung verläuft.
Die naturwissenschaftliche Bedeutung der Kipshagener Teiche ist schon seit langem bekannt. Daher gab es schon frühzeitig Bestrebungen, das Gebiet für die Nachwelt zu erhalten. 1925 wurde es durch einen Pachtvertrag zwischen dem früheren Eigentümer, dem Gutsbesitzer Kipshagen und dem Naturwissenschaftlichen Verein Bielefeld gesichert. Ein Ankauf des Gebietes durch den Verein kam jedoch nicht zustande. Schon 1932 musste das Gelände zahlreiche Eingriffe über sich ergehen lassen. So wurde ein größerer Heidemoorkomplex am oberen Teich mit Sand überdeckt und der Teichboden mit Kalk gedüngt und ausgeräumt. Ein floristisch besonders wertvolle Moorsenke im Südwesten des heutigen NSG wurde völlig vernichtet.
1937 wurde das Gebiet schließlich erstmals unter Naturschutz gestellt. Damit gehört es neben dem Langenbergteich, dem Ramselbruch und dem Furlbachtal zu den ältesten Schutzgebieten in der Senne. Trotz der frühzeitigen Unterschutzstellung verschlechterte sich der Zustand in den folgenden Jahren zusehends. 1942 erhielt die Firma Epping die Genehmigung, in der Nähe des Naturschutzgebietes Abfälle zu lagern und Abwässer zu verrieseln. Nach dem Krieg nahmen die Erholungsaktivitäten im Gebiet erheblich zu; in den Teichen wurde gebadet. Auf dem Paderborner Wochenmarkt wurden zudem Seerosen und Lungenenziane verkauft, die man dem Gebiet entnommen hatte. 1970 wurde zwar eine neue Schutzverordnung  erlassen; die geschützte Fläche wurde dabei jedoch auf 7,8 ha verringert. Die gravierendsten Folgen für die Vegetation hatte die Einleitung von Abwässern, die schließlich zu einem Verlust der einstmals sehr reichen Ufer- und Schwimmblattvegetation (Seerosen) führte.
Ende 1989 wurden umfangreiche Pflege- und Sanierungsmaßnahmen im Gebiet durchgeführt. Um das Übergangsmoor vor der zunehmenden Eutrophierung zu schützen, wurde ein Teil des Teiches durch einen Damm abgetrennt. 1990/91 legte man vor dem oberen Teich außerdem ein Vorklärbecken mit Kiesbänken an, der zu einer Verbesserung des Wasserqualität führen sollte. Zudem wurden besonders sensible Bereiche des NSG für den Besucherverkehr gesperrt und mit einem Zaun versehen.

## Flora
Seit den ersten umfassenden floristischen Untersuchungen, die im Jahre 1933 erfolgten, ist eine ganze Reihe von seltenen Arten mittlerweile erloschen. Hierzu zählen:
- Braunes Schnabelried (Rhynchopsora fusca)
- Gemeines Fettkraut (Pinguicula vulgaris)
- Lungen-Enzian (Gentiana pneumonanthe)
- Nadelsimse (Eleocharis acicularis) bis 1956
- Quendel-Seide (Cuscuta epithymum)
- Strandling (Litorella uniflora) bis 1956
- Sumpf-Herzblatt (Parnassia palustris)
- Sumpf-Läusekraut (Pedicularis palustris)
- Wald-Läusekraut (Pedicularis sylvatica)
- Weiße Seerose (Nymphaea alba)
- Wacholder (Juniperus communis)
- Kleiner Wasserschlauch (Utricularia minor) bis 1935
- Südlicher Wasserschlauch (Utricularia australis)
- Zwerg-Igelkolben (Sparganium minimum) bis 1935

Trotz der zahlreichen Beeinträchtigungen gehören die Kipshagener Teiche noch immer zu den botanisch wertvollsten Gebieten der Senne. Die beiden stark eutrophierten Teiche weisen allerdings nur noch fragmentarische Verlandungsgesellschaften auf. Das Röhricht besteht aus Schilf (Phragmites australis), Sumpf-Schwertlilie (Iris pseudacorus), Breitblättrigem Rohrkolben (Typha latifolia), Hirse-Segge (Carex panicea), Bittersüßem Nachtschatten (Solanum dulcamara), Flatter-Binse (Juncus effusus),  Zottigem Weidenröschen (Epilobium hirsutum) und Wald-Engelwurz (Angelica sylvestris).
Besonders interessant ist das kleine Übergangsmoor, das sich am Rande des unteren Teiches ausdehnt. Es ist mittlerweile eingezäunt und wird regelmäßig von aufkommenden Gehölzen befreit, da der Wasserspiegel schon vor Jahren erheblich abgesunken ist. Größere Flächen nimmt eine Feuchtheidegesellschaft ein, die sich vor allem aus Glockenheide (Erica tetralix), Besenheide (Calluna vulgaris) und Pfeifengras (Molinia caerulea) zusammensetzt. Stellenweise findet man auch die Rauschbeere (Vaccinium uliginosum) und die Haar-Simse (Trichophorum germanicum). An abgeplaggten Stellen innerhalb der Heide findet man den Mittlere Sonnentau (Drosera intermedia), die Sparrige Binse (Juncus squarrosus) und das Weiße Schnabelried (Rhynchopsora alba).
Am Rande der Feuchtheide blieb bis heute ein hochmoorartiger Komplex erhalten, in dem Seltenheiten wie Rundblättriger Sonnentau (Drosera rotundifolia), Rosmarinheide (Andromeda polifolia), Scheidiges Wollgras (Eriophorum vaginatum) und Gewöhnliche Moosbeere (Vaccinium oxycoccus) gedeihen.
Recht gut ist der Erlenbruchwald (Carici elongatae-Alnetum) unterhalb des westlichen Teiches ausgebildet. Er enthält in der Krautschicht zahlreiche charakteristische Arten wie Sumpffarn (Thelypteris palustris), Sumpfkalla (Calla palustris), Sumpf-Veilchen (Viola palustris), Langährige Segge (Carex elongata) und Königsfarn (Osmunda regalis).
Auch der Fieberklee (Menyanthes trifoliata) soll hier vorkommen.
In den fragmentarisch erhaltenen Eichen-Birkenwäldern und den größere Flächen einnehmenden Kiefernforsten, die zum Teil auf Dünen stocken, wachsen Heidelbeere (Vaccinium myrtillus), Preiselbeere (Vaccinium vitis-idaea) Draht-Schmiele (Deschampsia flexuosa), Besenheide (Calluna vulgaris) und Siebenstern (Trientalis europaea).

## Fauna
Im Gebiet und seiner näheren Umgebung wurden von Kuhlmann 80 Vogelarten beobachtet. Zu den ehemaligen Brutvögeln gehören die Bekassine (Gallinag gallinago), der Teichrohrsänger (Acrocephalus steperus) und der Kiebitz (Vanellus vanellus). Noch heute brütet der Zwergtaucher (Tachybaptus ruficollis) an den Teichen.
Am Waldrand lebt die Zauneidechse (Lacerta agilis).
Außerdem wurden zahlreiche Libellenarten nachgewiesen, darunter die Gemeine Winterlibelle (Sympecma fusca), die Glänzende Binsenjungfer (Lestes dryas), die Torf-Mosaikjungfer (Aeshna juncea) und die Gemeine Smaragdlibelle (Cordulia aenea).